# 咪咪 (季羨林的貓)
咪咪，是中国学者季羡林养的白色波斯猫。季羡林在散文《老猫》、《咪咪》、《咪咪二世》里对它有所记录。季羡林的这几篇散文也被选入儿童读物，也成为小学生的朗读节目。季羡林读书会的年会上，也有男孩怀抱白猫朗读散文的节目。

## 外形
咪咪是一只长毛的混血波斯母猫，毛色雪白，在额头上有一小片黑黄相间的花纹。

## 经历
1981年，咪咪由季羡林所抚养，性情胆小怕人。咪咪与季羡林当时养的另一只母猫“虎子”关系融洽，时常陪季羡林在北京大学的朗润园散步。咪咪在季羡林家的第七年，疑似被人捉走而失踪，几天后回家，咪咪疑似被绑架者虐待而出现了随意大小便的习惯，造成季羡林家的困扰。咪咪最终寿终正寝，季羡林出于对它的感情，又找了一只外形相似的波斯猫，取名“咪咪二世”。

## 逸事
- 季羡林在报纸上读到定居台湾的好友梁实秋临终时仍念着爱猫的事，有惺惺相惜之感[3]。
- 在网上流传的季羡林照片中，很多都是季羡林和猫的合照[7]。唐师曾就拍下“猫争人权”的季羡林和咪咪合照[8]。

- 叶新教授回忆：1999年与季羡林见面时，季羡林卡其布的中山装上面还粘着猫的白毛[9]。